# Orsières
Orsières je obec v západní (frankofonní) části Švýcarska, v kantonu Valais. Žije zde přibližně 3 200 obyvatel.

## Geografie

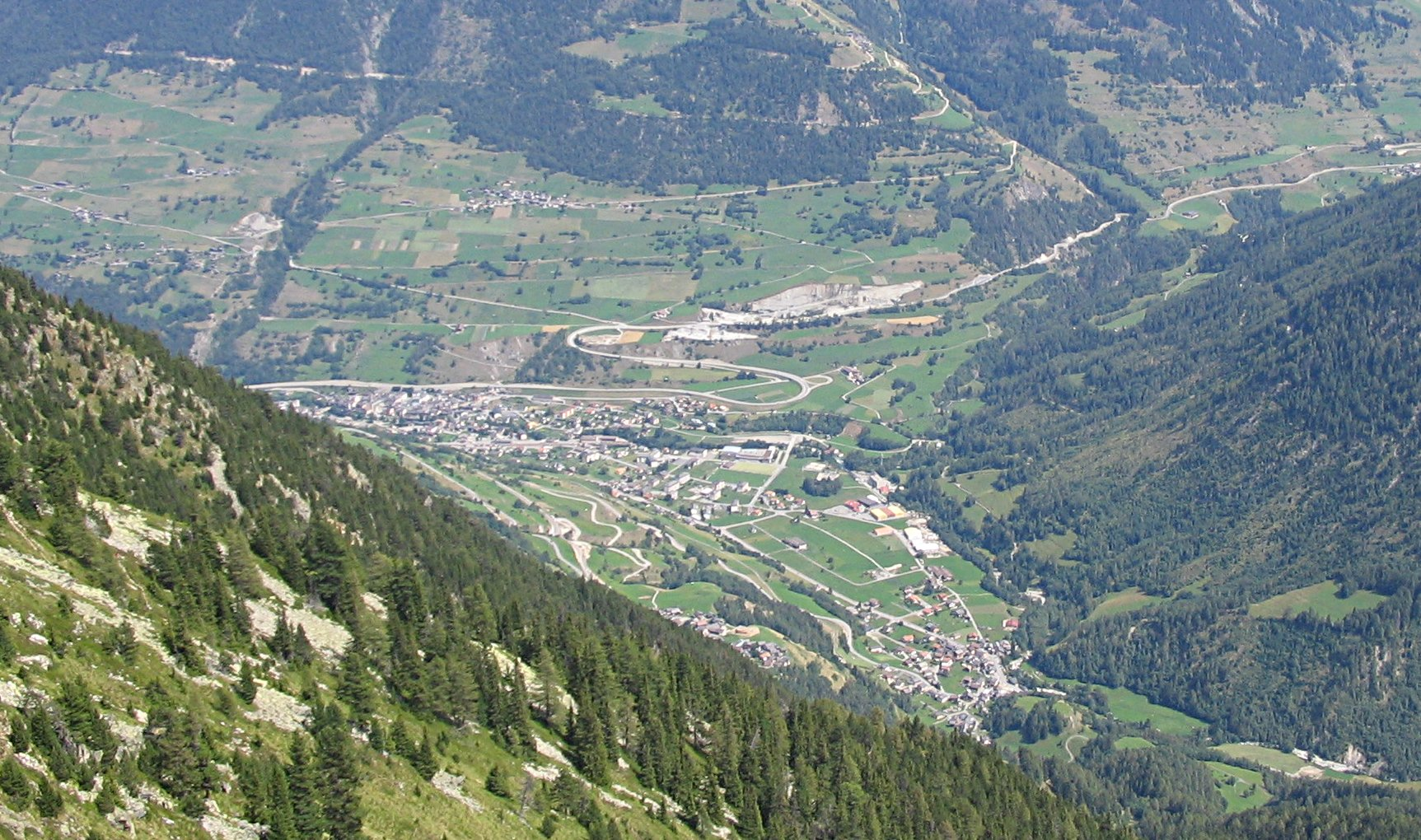
Pohled z okolních vrchů

Rozlohou šestá největší obec kantonu Valais, Orsières, se rozkládá na 165 km² a zahrnuje střední část údolí Val d’Entremont a vedlejší údolí Val Ferret a Vallée de Champex. Tržní město Orsières leží na řece Dranse d’Entremont, pramenné oblasti řeky Dranse, která se u Martigny vlévá do Rhôny. Dranse de Ferret se vlévá do Dranse d’Entremont u obce Orsières.
Orsières leží na jihozápadě kantonu Valais a sousedí se sedmi politickými obcemi a dvěma zeměmi: Sembrancher a Bovernier na severu, Liddes a Itálie na jihu, Val de Bagnes, Liddes a Bourg-Saint-Pierre na východě a Martigny-Combe, Trient a Francie na západě. Na jihozápadě obce leží Mont Dolent, kde se ve výšce 3820 m n. m. nachází hraniční trojmezí mezi Francií, Itálií a Švýcarskem.

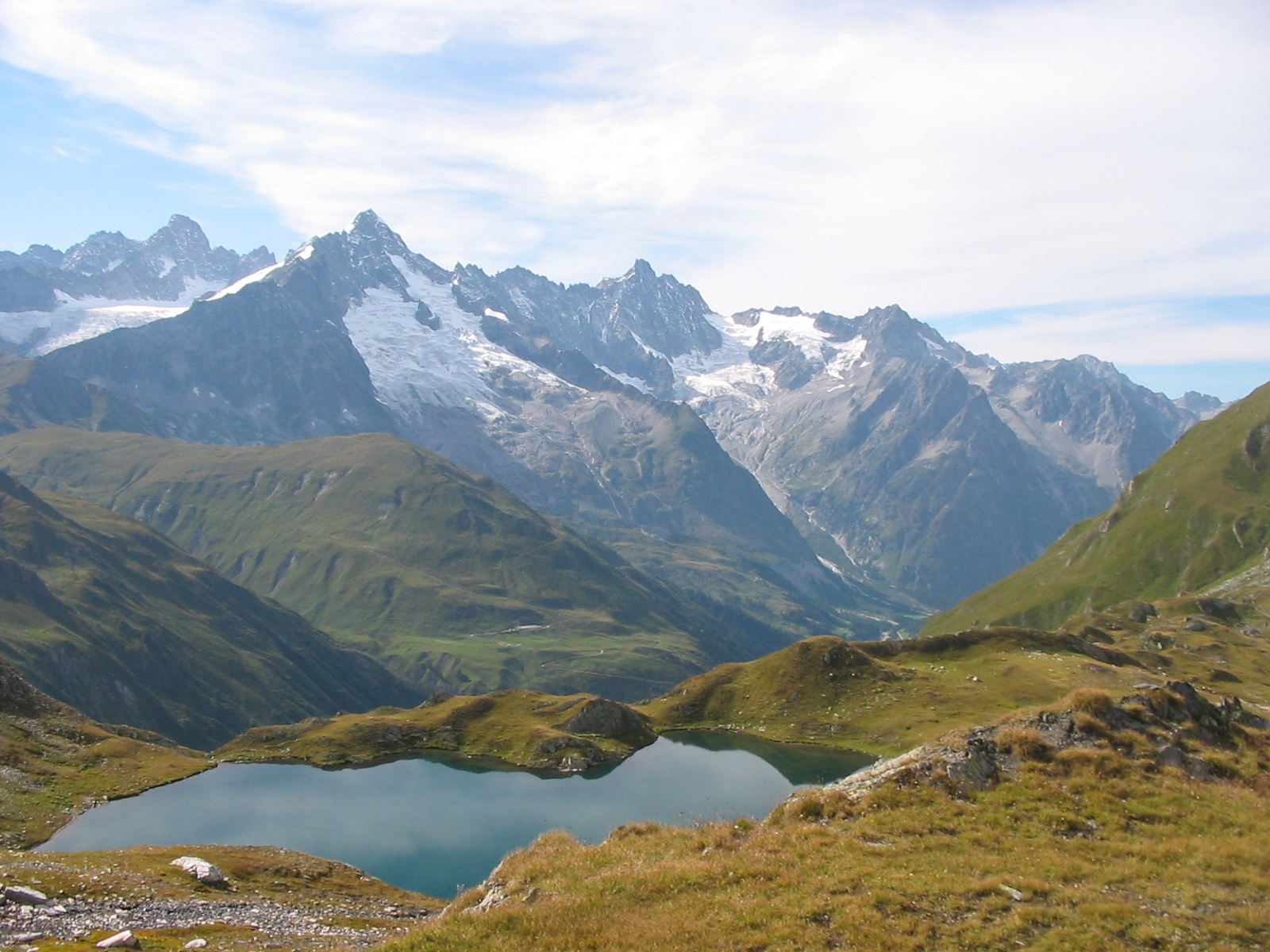
Val Ferret

V Orsières se rozvětvují dvě alpská údolí: údolím Val d’Entremont prochází švýcarská hlavní silnice 21 jako severní přístupová cesta na průsmyk Sv. Bernarda (2429 m n. m.) a napojuje se na italskou Strada Statale 27 del Gran San Bernardo v údolí Aosty, zatímco údolí Val Ferret na jihozápadě obce zasahuje do úpatí skupiny Mont Blancu. Obchvat centra Orsières byl vybudován v 70. letech 20. století, krátce po otevření tunelu přes Grand St. Bernard. Vedlejší silnice vedou přes průsmyk Champex z Orsières údolím Durnand do Bovernier a jihozápadním směrem do údolí Val d’Arpette. Kolem roku 1940 byla silnice v průsmyku rozšířena pro motorovou dopravu. Východně od průsmyku leží jezero Champex. Na jihu údolí Val Ferret se nacházejí další horská jezera, například skupina Lacs de Fenêtre.
Pod ledovcovou oblastí a ve skalnatých oblastech se na území obce nachází 3500 hektarů lesa, což z obce Orsières činí největšího vlastníka lesů ve Švýcarsku.
Kromě hlavního sídla Orsières zahrnuje politická obec také vesnice a osady Branche, Chamoille d'Orsières, Champex-Lac, Chez-les-Addy-Maligue, Chez-les-Giroud, Chez-les-Reuses, Commeire, Issert, La Douay, La Fouly, La Rosière, Le Biolley, Les Arlaches, Orsières, Prassurny, Prayon, Praz-de-Fort, Reppaz, Somlaproz, Soulalex a Verlonnaz.

## Historie

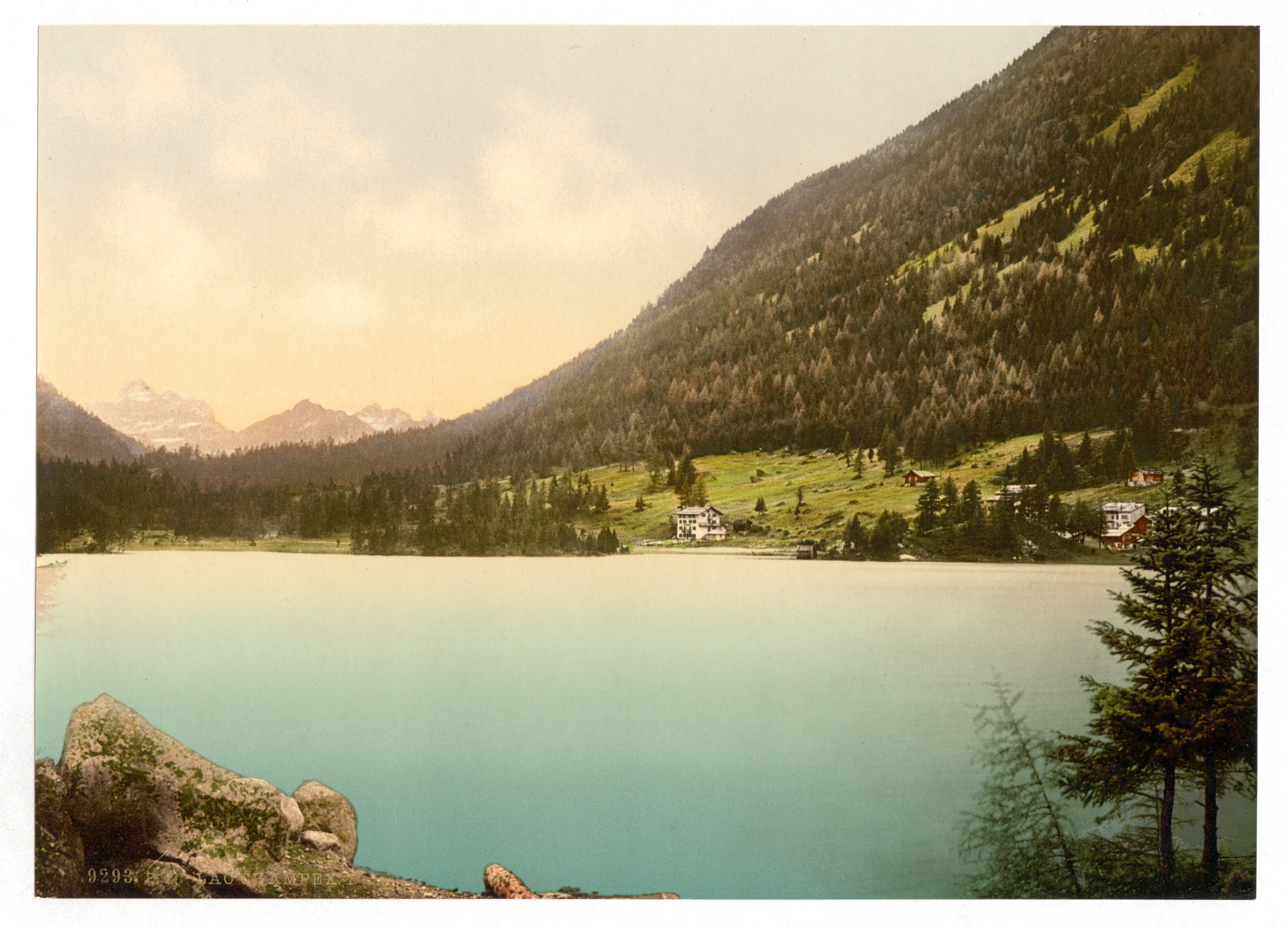
Lac de Champex (konec 19. století)

Orsières je poprvé zmíněno v historické zprávě z roku 972 jako Pons Ursarii, kde se uvádí, že skupina Saracénů zajala opata z Cluny Maiola poblíž mostu Dranse. Tato událost svědčí o tom, že průsmyková cesta přes Velký Bernard byla od pradávna využívána jako důležitá cestovní trasa přes Alpy. Kolem roku 990 je vesnice zmiňována jako Ursiores v popisu cestovní trasy z Říma od arcibiskupa z Canterbury, Sigericha.
V roce 1052 převedl sionský biskup Aymon vesnici zděděnou po svém strýci hraběti Ulrichovi i s poddanými na katedrální kapitulu v Sionu. Od 11. století se oblast kolem Velkého bernardýnského průsmyku dostala do závislosti na savojských hrabatech. Od 13. století si obec upravovala své záležitosti sama na soudním sněmu. Od roku 1352 řídil záležitosti obce starosta pod vládou mistra. První listinu o svobodě obdržela obec od Amadea VI. Savojského v roce 1376. Území obce bylo pravděpodobně již ve středověku rozděleno na čtvrti Tiers de Ville, Tiers d’Issert a Tiers des Côtes.
Od středověku až do roku 1798 patřilo Orsières k savojskému panství Sembrancher, která se po vítězství horního Valais nad Savojskem v roce 1475 stala součástí državy Saint-Maurice.
Od roku 1798 byla oblast součástí krátce existující republiky Valais. Během italského tažení Napoleonova francouzská armáda pochodovala ve dnech 17. až 20. května 1800 přes Orsières, aby se přes Velký Svatý Bernard dostala do Itálie. Za francouzské nadvlády (1810–1813) patřila obec v letech 1810–1813 ke kantonu Entremont a okresu Saint-Maurice ve francouzském departementu Simplon.
Během druhé světové války byla oblast Velkého svatobernardského průsmyku opevněna švýcarskou armádou. V té době byly vybudovány dělostřelecké objekty Champex a Commeire.

## Obyvatelstvo

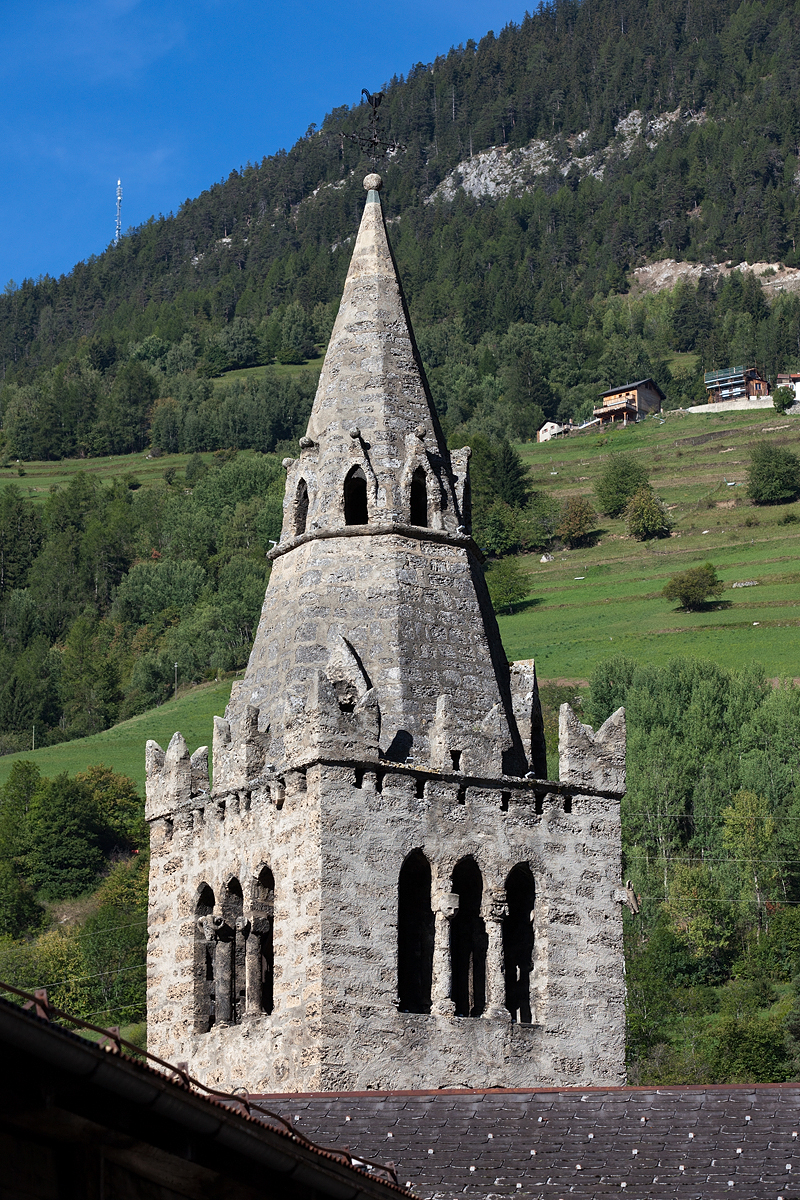
Kostel

| Rok            | 1339 | 1356 | 1402 | 1798 | 1850 | 1900 | 1950 | 2000 | 2010 | 2012 | 2014 | 2016 |
| Počet obyvatel | 402  | 269  | 122  | 1784 | 2305 | 2215 | 2286 | 2630 | 3077 | 3078 | 3178 | 3220 |

## Hospodářství a doprava

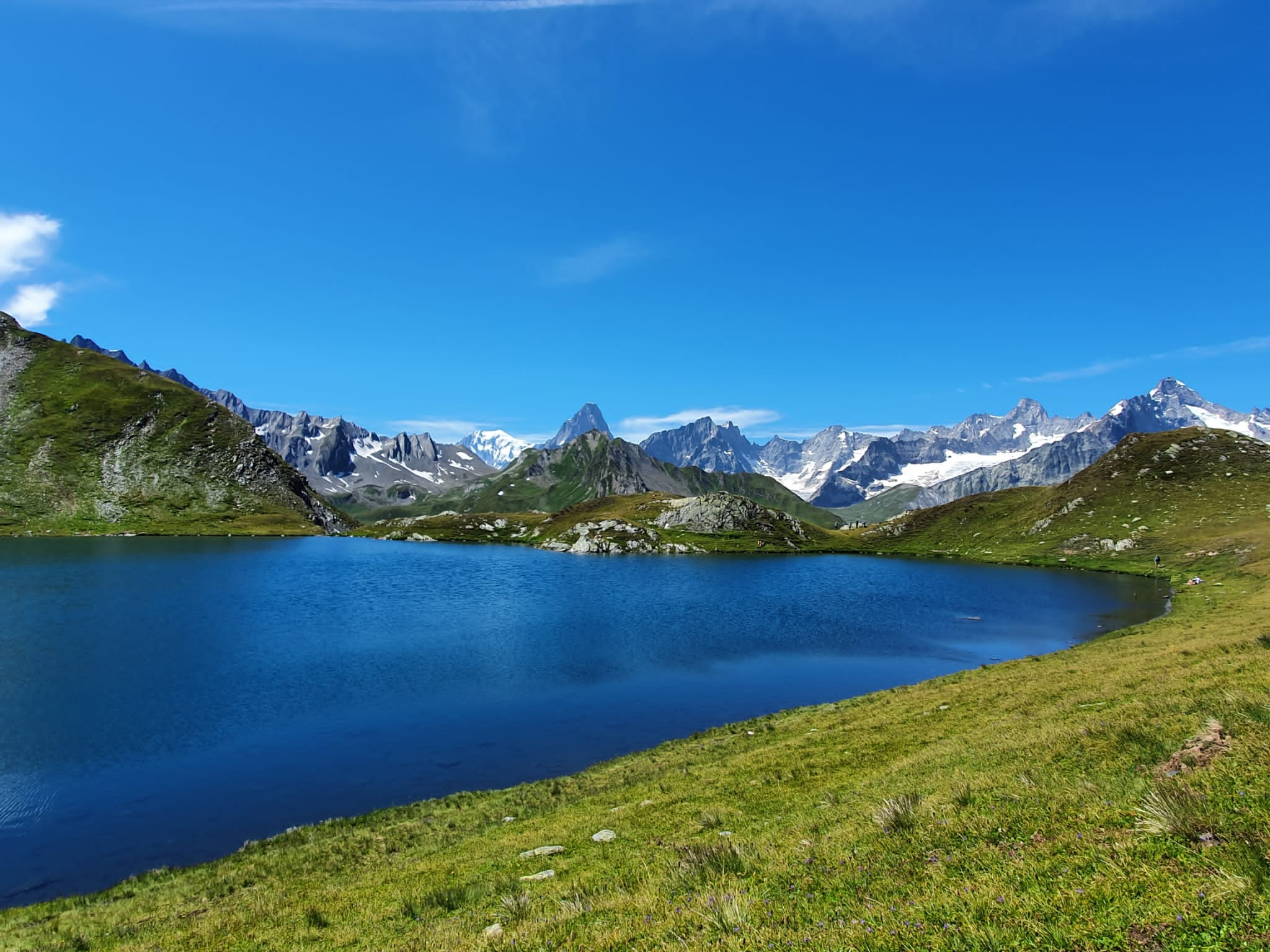
Jezero Lac de fenêtre

Obyvatelé horského údolí se tradičně věnovali zemědělství a pěstovali především obiloviny (žito), o čemž svědčí množství sýpek a mlýnů. V okolí Fully a Martigny se také choval dobytek (7 189 kusů v roce 1850) a pěstovaly se vinice.
Obec Orsières je jednou z nejznámějších oblastí výroby sýrové speciality raclette.

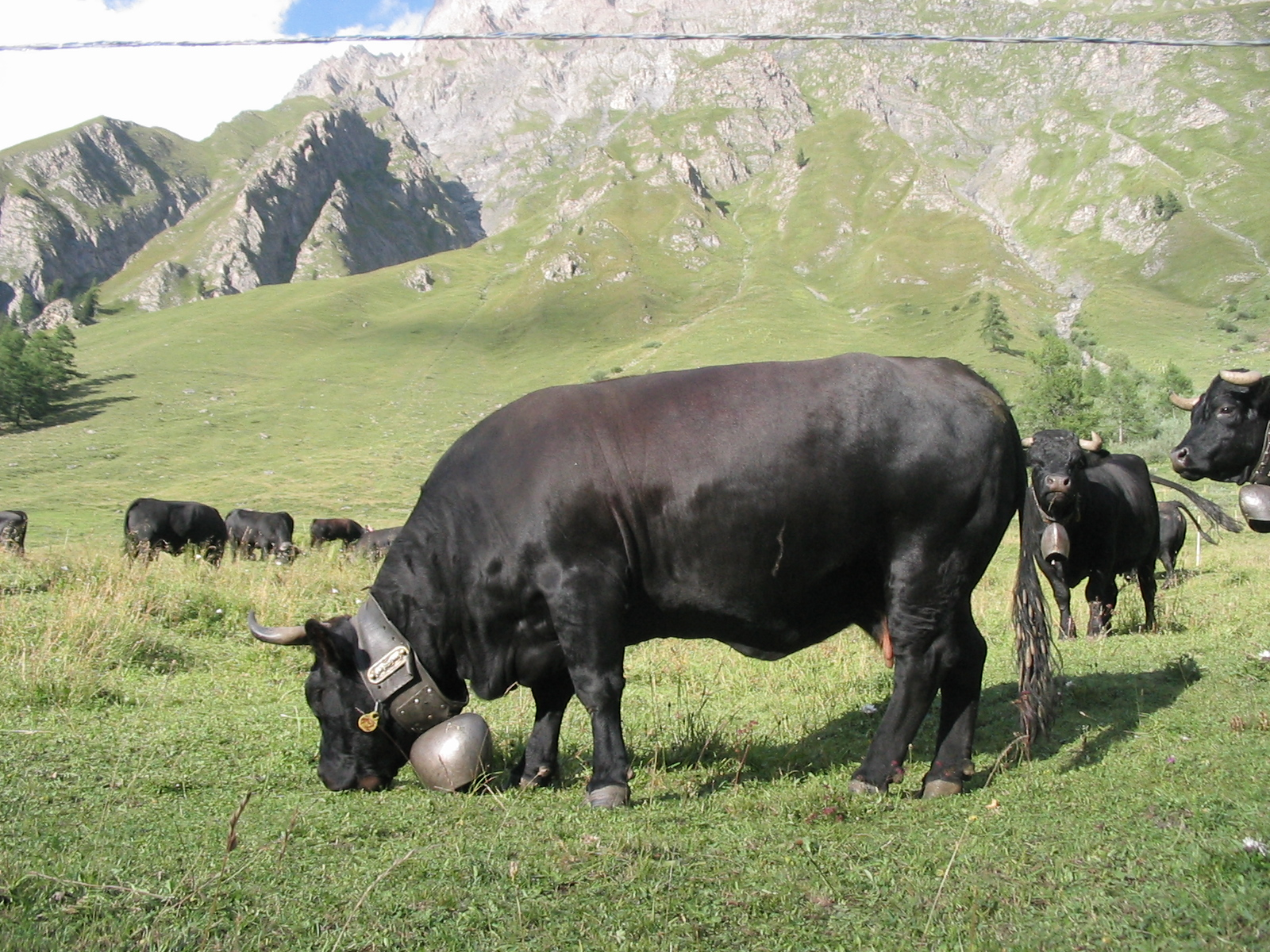
Chov dobytka ve Val Ferret

V roce 1853 bylo založeno družstvo pro přepravu zboží a turistů přes průsmyk Velký Svatobernardský průsmyk. V roce 1893 byl průsmyk přeměněn na silnici. V roce 1910 byl zahájen provoz dráhy Chemin de fer Martigny-Orsières z Martigny s konečnou stanicí v Orsières. Dnes železnice patří dopravní společnosti Transports de Martigny et Régions.
V horských údolích na jihozápadě obce jsou jako základny pro mnoho známých vysokohorských túr zřízeny chaty Švýcarského alpského klubu Cabane d’Orny, Cabane de Saleinaz, Cabane de l’A Neuve a těsně za Orsières Cabane du Trient, stejně jako bivak Dolent-La Maye a ubytování Bivuoac de l’Envers des Dorées.
V 60. letech 20. století byl vybudován ropovod Oléoduc du Rhône z Itálie do ropné rafinerie u Collombey v dolním Valais, který prochází oblastí Orsières.

## Osobnosti
- Jean Troillet (* 1948), švýcarský horolezec